# Romani voetbalelftal (mannen)
Het Romani voetbalelftal is een team van voetballers dat de Roma vertegenwoordigt bij internationale wedstrijden. Roma is lid van de CENF, een continentale bond van de NF-Board die bestemd is voor de landen die geen lid zijn van de FIFA en de UEFA. Roma is dus uitgesloten van deelname aan het WK en het EK.

## Wedstrijden
Roma speelde haar eerste interland op 9 juni 2007 tegen Zuid-Kameroen. Deze wedstrijd vond plaats in het Stade des Guilland in de gemeente Montreuil. De uitslag van deze wedstrijd was een 3-1-overwinning.